# Presse- und Informationsstab des Bundesministeriums der Verteidigung
Der Presse- und Informationsstab des Bundesministeriums der Verteidigung (PrInfoStab) war für die Presse- und Öffentlichkeitsarbeit des Bundesministeriums der Verteidigung sowie für die bundeswehreigenen Medien zuständig. Zum 15. Februar 2021 wurde der bisherige Presse- und Informationsstab mit dem Leitungsstab des Bundesministeriums der Verteidigung zusammengeführt. Geleitet wurde der Presse- und Informationsstab zuletzt vom Sprecher des Bundesministeriums der Verteidigung, Christian Thiels. Ihm stand ein militärischer Stellvertreter im Dienstgrad Kapitän zur See oder Oberst zur Seite, zuletzt der Oberst des Heeres Arne Collatz. Dieser leitete in Personalunion das Referat 1 Presse. Die Pressesprecher waren alle im Dienstgrad Oberstleutnant/Oberfeldarzt, beziehungsweise Fregattenkapitän/Flottillenarzt. Im Januar 2023 wurde Michael Stempfle, bisher Korrespondent für den Südwestrundfunk im ARD-Hauptstadtstudio, Leiter des Stabs Informationsarbeit und Sprecher des Bundesministeriums der Verteidigung in Berlin.

## Organisation
Der Presse- und Informationsstab teilte sich in drei Referate auf:
- das Referat 1 Presse: Presse
  - Sprecher im Verteidigungsministerium für Grundsatzangelegenheiten und Grundlagen der Pressearbeit
  - Sprecherin im Verteidigungsministerium für die Angelegenheiten der Streitkräfte und des Sanitätsdienstes
  - Sprecher im Verteidigungsministerium für die Angelegenheiten der Streitkräftebasis
  - Sprecherin im Verteidigungsministerium für die Angelegenheiten von Personal und Nachwuchsgewinnung
  - Sprecher im Verteidigungsministerium für die Angelegenheiten Cyber- und Informationstechnik
  - Sprecher im Verteidigungsministerium für den Generalinspekteur der Bundeswehr
  - Sprecher im Verteidigungsministerium für die Angelegenheiten des Heeres
  - Sprecherin im Verteidigungsministerium für die Angelegenheiten der Rüstung
  - Sprecherin im Verteidigungsministerium für Verwaltung und Fragen des Rechts
  - Sprecher im Verteidigungsministerium für die Angelegenheiten der Luftwaffe
  - Sprecher im Verteidigungsministerium für die Angelegenheiten der Marine
- das Referat 2 Grundsatz, Öffentlichkeitsarbeit, Zentrale Angelegenheiten Öffentlichkeitsarbeit
- das Referat 3 Arbeitgebermarke Bundeswehr, Social Media